# Xavánte jezik
Xavánte jezik (a’uwe uptabi, a’we, akuên, akwen, chavante, crisca, pusciti, shavante, tapacua; ISO 639-3: xav), indijanski jezik porodice gé, kojim gocvori oko 10 000 pripadnika istoimenog plemena Xavante (2000 SIL) na području brazilske države Mato Grosso. Govori se u nekih 80 sela.
Xavánte je jedan od tri predstavnika podskupine acua. Pismo: latinica

## Vanjske poveznice
- Xavánte (14th)
- Xavánte (15th)